# Karin Janke
Karin Johanna Maria Janke, po mężu Mattern (ur. 14 października 1963 w Wolfsburgu) – niemiecka lekkoatletka, sprinterka, medalistka mistrzostw Europy, olimpijka. Do czasu zjednoczenia Niemiec reprezentowała RFN.

## Kariera sportowa
Wystąpiła w barwach RFN na igrzyskach olimpijskich w 1988 w Seulu, gdzie odpadła w ćwierćfinale biegu na 200 metrów. Zdobyła dwa medale na uniwersjadzie w 1989 w Duisbergu: srebrny w sztafecie 4 × 400 metrów i  brązowy w sztafecie 4 × 100 metrów. Zajęła 4. miejsce w sztafecie 4 × 400 metrów (która biegła w składzie: Janke, Andrea Thomas, Helga Arendt i Silke-Beate Knoll) i odpadła w półfinale biegu na 400 metrów na mistrzostwach Europy w 1990 w Splicie.
Już jako reprezentantka zjednoczonych Niemiec odpadła w ćwierćfinale biegu na 400 metrów na mistrzostwach świata w 1991 w Tokio oraz w eliminacjach tej konkurencji na halowych mistrzostwach świata w 1993 w Toronto. 
Zdobyła brązowy medal w sztafecie 4 × 400 metrów (która biegła w składzie: Janke, Uta Rohländer, Heike Meißner i Anja Rücker) na mistrzostwach Europy w 1994 w Helsinkach. Zajęła 2. miejsce w sztafecie 4 × 400 metrów w zawodach pucharu świata w 1994 w Londynie. Zajęła 4. miejsce w tej konkurencji na mistrzostwach świata w 1995 w Göteborgu (sztafeta Niemiec biegła w składzie: Janke, Knoll, Linda Kisabaka i Rohländer).
Odnosiła sukcesy w pucharze Europy. Zajęła 2. miejsce w sztafecie 4 × 400 metrów w 1995 i 3. miejsce w tej konkurencji w 1993.
Janke była mistrzynią RFN, a potem Niemiec w biegu na 400 metrów w 1990 i 1991, wicemistrzynią na tym dystansie w 1993 i 1994 oraz brązową medalistką w 1988 i 1996. Była również mistrzynią RFN w sztafecie 4 × 100 metrów w 1990. W hali była mistrzynią Niemiec w biegu na 400 metrów w 1993 i wicemistrzynią w 1990 oraz brązową medalistką w biegu na 200 metrów w 1988, 1989 i 1994.

## Rekordy życiowe
Rekordy życiowe Janke:
- bieg na 200 metrów – 23,11 s (3 sierpnia 1990, Rhede)
- bieg na 400 metrów – 50,64 (11 sierpnia 1990, Düsseldorf)
- bieg na 400 metrów (hala) – 52,34 (28 lutego 1993, Sindelfingen)